# Obstbaum

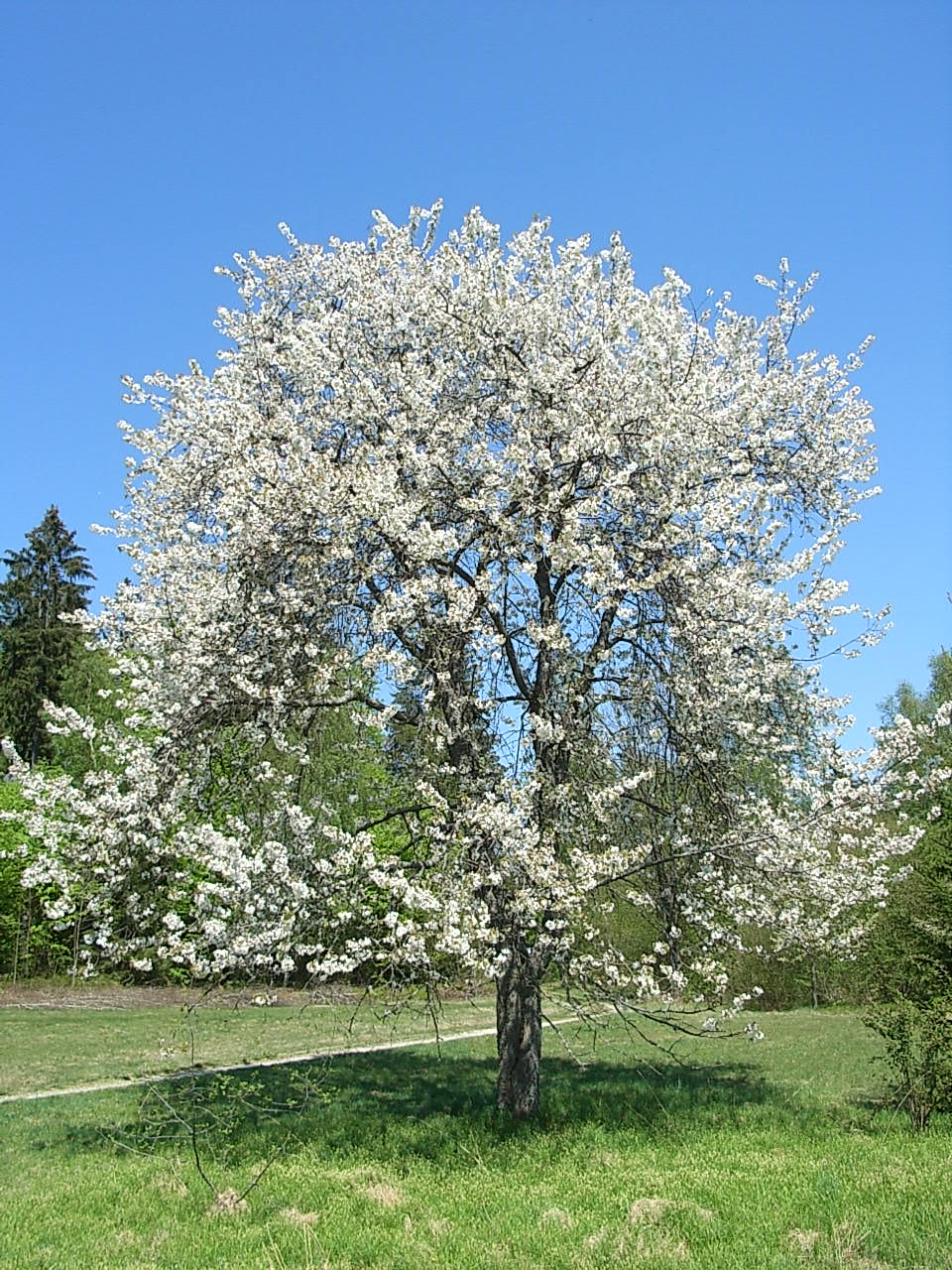
Die Süßkirsche (Baum des Jahres 2010) ist ein in Europa häufig anzutreffender Obstbaum

Obstbäume sind Bäume, die Obst – vorwiegend roh essbare Früchte – tragen. 

## Nutzung
Obstbäume werden meist planmäßig angebaut und sind dann in Gärten oder Plantagen zu finden. Traditionelle Formen des Obstanbaus waren die Obstwiese, später oft Streuobstwiese genannt, die Obstallee und der Obstgarten.
Die typischen Ausbauformen der Obstbäume (Spalier, Spindelbusch, Halb- & Hochstamm) entstehen durch eine Kombination von Pflanzenveredelung und Schnitt der Pflanzen. Die natürliche, also nicht durch Zuchtwahl kultivierte, unveredelte und ungeschnittene Form wäre meist von geringerem, insbesondere aber unregelmäßigem Ertrag sowie nicht vorhersagbarem Geschmack und nicht vorhersagbarer Qualität der Früchte.
Typische Obstbäume sind die Bäume der Rosengewächse (Kernobst: Kulturapfel, Kultur-Birne, Quitte; Steinobst: Kirschbaum), Mandelbaum (auch ein Steinobst), Walnussbaum, im weiteren Sinne der Nussfrucht auch Pistazie, Edelkastanie, einige Ölbaumgewächse (wie der Olivenbaum), die Zitrusfrüchte, oder Palmen (Dattel, die auch eine Nussfrucht ist), und baumartige Vertreter vieler andere Pflanzenfamilien mit verschiedenen Formen der Früchte.
Sehr verbreitet sind mittlerweile die Spindelbüsche, bei denen bekannte Tafelsorten auf schwachwüchsigen Unterlagen veredelt werden, damit eine relativ niedrige Endhöhe bis etwa 3 m nicht überschritten wird.
Einige Obstbäume tragen an steilen Ästen keine Früchte. Zur Abhilfe können diese Äste so heruntergebunden werden, dass sie zum Boden einen Winkel von 45° oder weniger bilden.

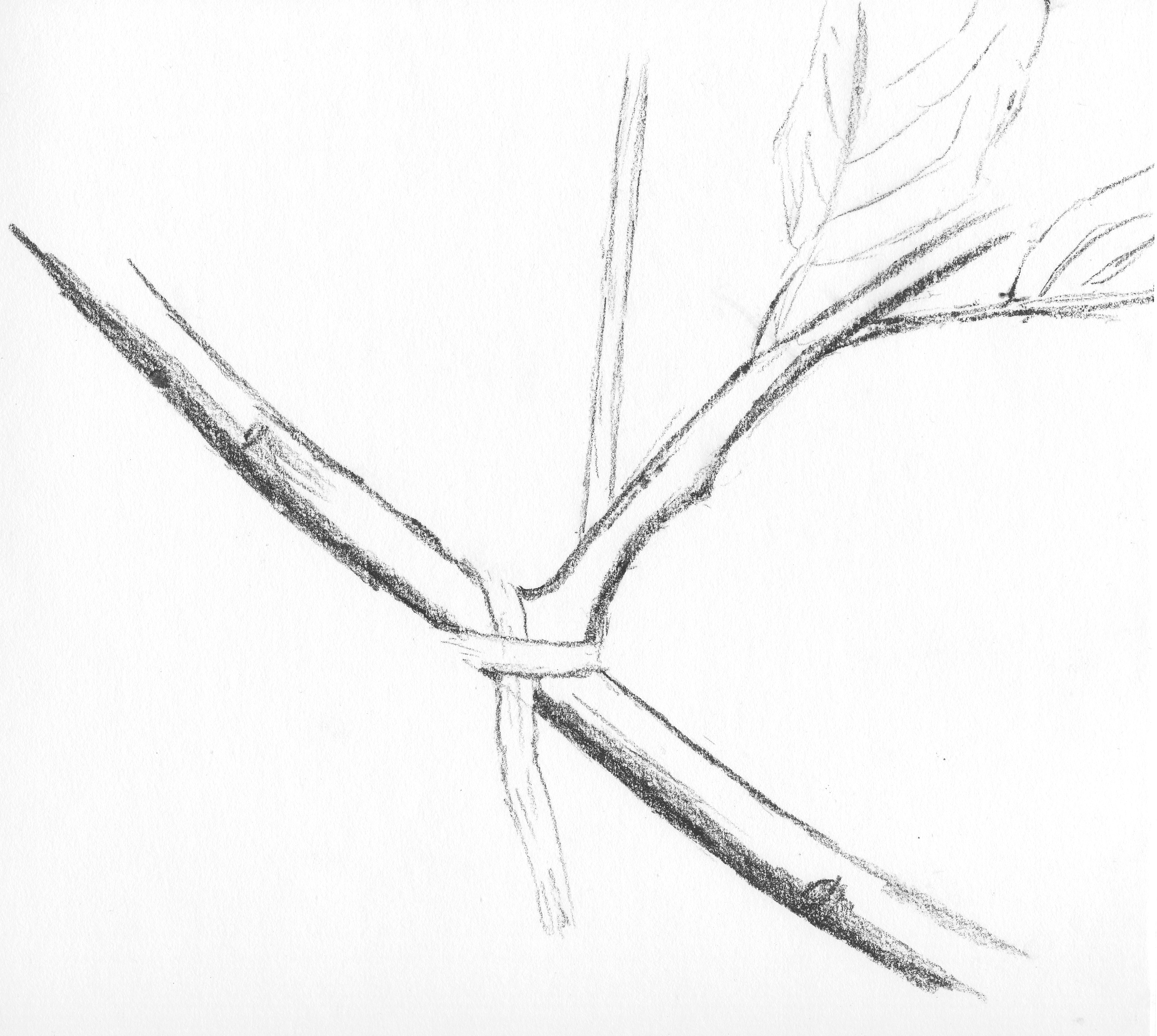
Ast, mit Bast hochgebunden, damit er vom Gewicht der Äpfel nicht bricht. Der Knoten schneidet nicht ein und kann problemlos gelöst werden.

## Krankheiten
Gravierende Auswirkungen auf Obstbäume hat in jüngerer Zeit der Feuerbrand. Er führt zu größeren Fällaktionen, auch der ökologisch wertvollen Hochstamm-Bäume.

## Ökologische Funktion
Hochstamm-Obstbäume sind ökologisch sehr wertvoll, da sie vielen Vogelarten Lebensraum bieten. Sie werden aber immer seltener, da ihre Bewirtschaftung nicht so rationell vonstattengeht (siehe unter Hochstamm). Das Projekt Mundraub kartographiert Obstbäume in Deutschland, um sie als Bestandteil der Kulturlandschaft zu bewahren.

## Pflanzung
Wenn der pH-Wert des Bodens unterhalb des für die meisten Obstgehölze optimalen Werts von 6 bis 6,5 liegt, sollte Kalk zugemischt werden, idealerweise kohlensaurer Magnesium-Kalk. Der pH-Wert kann durch eine Bodenanalyse festgestellt werden. Unter Umständen können örtliche Gartenbauvereine Auskunft zu den Bodenverhältnissen geben.
Tonige und steinige Böden sollten gründlich gelockert werden. Werden Bindige Böden nicht tief genug gelockert, können die Wurzeln unter Staunässe leiden. Ab 30 bis 40 cm Tiefe erleichtert der besonders hohe Grabenspaten oder der aus zwei halbrunden Spaten gelenkig zusammengefügte Lochspaten, der auch Handbagger oder Erdlochausheber genannt wird, das Ausheben des Pflanzloches.
Sandiger Boden kann mit Humus oder Bentonit angereichert werden.
In der direkten Umgebung der Wurzeln darf der Erde kein Dünger oder Stallmist zugegeben werden. Gesteinsmehl ist unbedenklich. Kompost muss bereits gut verrottet sein.
Die Triebe des Baums sollten beim Verpflanzen um zumindest ein Drittel beschnitten werden, um die Verdunstung über die Blätter den beim Ausgraben beschädigten Wurzeln anzupassen. Der Schnitt erfolgt unmittelbar über den Knospen.
Die Wurzeln sollten feucht gehalten und bis zu einem Tag vor dem Einpflanzen in Wasser gestellt werden.
Die Pflanzung sollte bei frostfreie Witterung erfolgen.
Zum besseren Anwuchs sollte die Wurzel des gepflanzten Baums in jeder Richtung zumindest 30 cm weit von gelockerter Erde umgeben werden.
Beim Anfüllen der Erde dürfen keine Hohlräume zurückbleiben. Das horizontale wie vertikale Rütteln des Baumes beim Einfüllen und Festtreten lässt die Pflanzerde nachrutschen. Die Veredelungsstelle muss einige Zentimeter oberhalb der Bodenoberfläche liegen. Um die Baumscheibe herum kann ein leicht erhöhter Gießrand angelegt werden, der das Bewässern erleichtert.
Unmittelbar neben dem Stamm wird ein Stützpfahl eingeschlagen, der bis zur Krone reicht. Der Pfahl wird mit dem Stamm durch ein weiches Band verbunden, so dass sich der Baum auch bei starkem Wind nicht bewegen kann.
Gegen Wühlmäuse kann das Pflanzloch mit Drahtgewebe ausgelegt und die Baumscheibe abgedeckt werden.

## Pflege

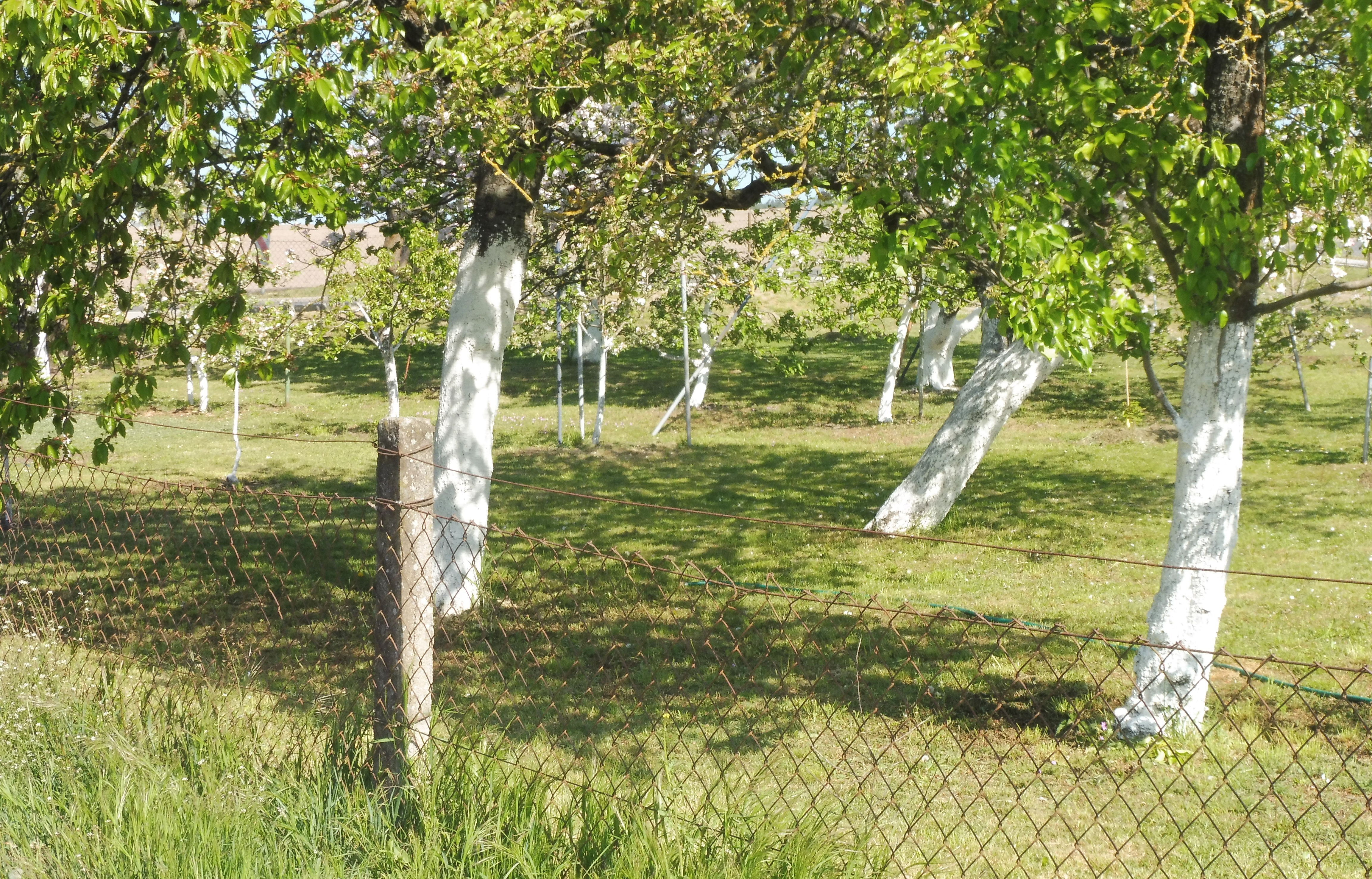
Kalkanstrich von Obstbäumen

Nach der Pflanzung sollte der Stamm gegebenenfalls durch Bast, Stroh, Jutegewebe oder gelochte Stammschutzhülsen vor Wildverbiss und direkter Sonneneinstrahlung geschützt werden. Im Winter kann die Erwärmung des kalten Stammes durch die Sonne sonst zum Reißen der Rinde führen.
Im dritten Jahr kann die Rinde alternativ auch durch einen Kalkanstrich geschützt werden, der im Herbst bis zum Kronenansatz aufgestrichen wird, Frostrisse vermindert und damit auch Stamminfektionen wie dem Bakterienbrand bei Steinobst vorbeugt.
Fertige Mischungen zum Weisseln des Stammes sind oft kostspielig. Löschkalk wird mit zehn Teilen Wasser gemischt. Die Zugabe von Hornmehl kann die Verarbeitbarkeit und Festigkeit verbessern. Die Mischung sollte eine Zeitlang quellen und mehrfach mit dem Quast aufgetragen werden. Vor dem Auftrag sollte die Rinde mit einer Bürste gereinigt werden.
Die Baumscheibe sollte in einer dem Kronendurchmesser entsprechenden Größe von Bewuchs freigehalten und gegebenenfalls mit Mulch oder reiner Mulchscheibe aus Kunststoff oder Kokosfaser abgedeckt werden. Dies verhindert Unkraut, verringert die Verdunstung aus dem Boden, gibt nützlichen Tieren eine Behausung und liefert langfristig Nährstoffe. Mit einem Rasenlüfter oder langstieligen Zwiebelpflanzer kann die oberste Schicht gelegentlich aufgelockert werden.

### Schnitt
Mit dem Baumschnitt im Sommer kann man das Wachstum beruhigen und mit einem Schnitt im Winter das Wachstum fördern, denn der Winterschnitt unterstützt die Fruchtbarkeit und die Gesundheit des Baumes. Damit die Triebe des Baumes durch den Schnitt nicht geschwächt werden, muss eine Wundheilung stattfinden können. Der Baumschnitt sollte nicht bei Außentemperaturen von unter 5 Grad durchgeführt werden.

### Düngung
Um eine dauerhafte Ernte zu erzielen, sollten Obstbäume etwa alle zwei Jahre zu Beginn des Jahres im Frühjahr gedüngt werden.
Gut geeignet sind
- verrotteter, abgelagerter Mist, insbesondere von Pferden, Rindern oder Schafen (frischer Mist fördert das Triebwachstum zu Lasten der Fruchtbildung und erhöht die Anfälligkeit der Pflanzen)
- verrotteter, reifer Kompost, versetzt mit organischem Stickstoffdünger, Gesteinsmehl, Algenkalk oder Holzasche
- organischer Universal- oder Gehölzdünger.

Kompost sollte vor dem Ausbringen mit Stickstoffdünger vermischt werden. Bei Verwendung von Hornmehl oder Hornspänen kann Steinobst etwa 100–140 g pro Baum erhalten und Kernobst 70–100 g. Gesteinsmehl oder Algenkalk enthalten verschiedene Mineralstoffe. Holzasche enthält Kalium in Form von Pottasche.
Alle vier bis fünf Jahre kann eine Bodenanalyse über pH-Wert und Nährstoffgehalt des Bodens im Bereich der Baumscheibe Auskunft geben, um die Düngung entsprechen anpassen zu können.